# Alexis Amore
Alexis Amore, de son vrai nom Fabiola Melgar García, née le 29 décembre 1978 à Lima (Pérou), est une actrice pornographique péruvienne.

## Biographie
Originaire de Lima, Alexis quitte le Pérou avec ses parents pour Redondo Beach (Californie, États-Unis) lorsqu'elle a 9 ans. Elle étudie au lycée chrétien de Hermosa Beach (Californie, États-Unis), où elle est pom-pom girl.
Elle débute dans le mannequinat chez Nordstrom à l'âge de 15 ans. Appréciant cette activité, elle pose également pour des catalogues. Elle reçoit ses implants mammaires avant le début de sa carrière pornographique.
Vers 1998, elle passe une audition pour une production de la chaîne HBO mais elle n'est pas choisie. Cependant, on lui suggère de passer une audition chez Playboy. Elle est alors embauchée, ce qui l'amène à interviewer Jewel De'Nyle et Alexa Rae sur l'industrie du X. Confortée par leurs réponses, Alexis décide de tenter sa chance et contacte le studio Vivid. Elle est engagée pour son premier film (The Watcher 6) deux jours après, en novembre 1999.
Après s'être lancée dans le X, elle s'essaye au striptease au Spearmint Rhino.
Par la suite, elle informe ses parents qu'elle veut se construire une carrière d'actrice porno. Son père est furieux, mais sa mère et sa sœur l'encouragent. Quelques années après, ses parents divorcent et sa mère devient alors son assistante.
Elle fait alors une pause dans sa carrière et devient alors consultante pour Las Vegas Novelties, une entreprise qui produit des gadgets sexuels.
Elle revient en 2003 et signe un contrat d'exclusivité avec le studio Jill Kelly Productions et commence à tourner en février. Elle quitte ce studio en 2004 et signe un autre contrat d'exclusivité, cette fois pour le studio Anabolic. Ce nouveau contrat inclut non seulement des rôles porno mais aussi de la réalisation. Son premier film en tant que réalisatrice est Lascivious Latinas.
Début 2006, Alexis écrit pour AVN Insider, un livre sur sa carrière. Elle est sous contrat avec le studio Metro/Video Team et signe un nouveau partenariat avec la société California Exotic Novelties pour développer une autre ligne de gadgets sexuels.
Elle a plus de 165 films à son actif.
En 2018, elle intègre le AVN Hall of Fame lors de la cérémonie des AVN en janvier.

## Citations
- « I got a boob job before I even started doing Playboy TV. I always liked big breasts. I measure 36DD-23-34. I'm 5'2. » [2](« J'ai subi une opération des seins avant de travailler pour Playboy TV. J'ai toujours aimé les gros seins. Je fais du 95E-56-86. Je mesure 1,57 m. » en convertissant les mesures dans le Système international d'unités)
- « Sometimes you don't want the whole industry to know what is really going on in your life. It's nothing that I have to hide. I have no drug or alcohol problems. »[2] (« Parfois tu n'as pas envie que le milieu tout entier sache ce qui se passe réellement dans ta vie. Je n'ai rien a cacher. Je n'ai pas de problèmes de drogue ou d'alcool. »)

## Récompenses
- 2003 : AVN Award nommée – Best All-Girl Sex Scene, Video – Still Up in This XXX
- 2004 : 1Down.com Best XXX Feature Entertainer
- 2004 : NightMoves Magazine Best Actress
- 2006 : AVN Award nommée – Best Tease Performance – Zrotique
- 2006 : AVN Award nommée – Best Group Sex Scene, Film – Sentenced

## Galerie

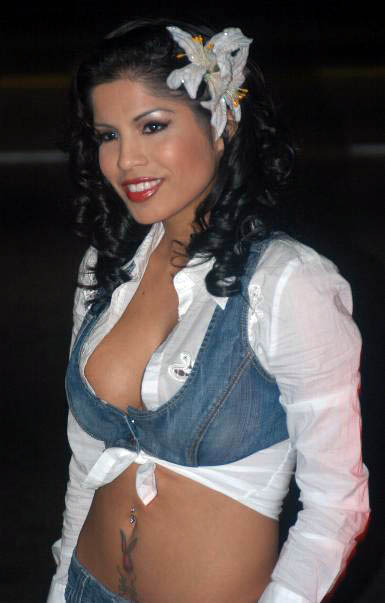
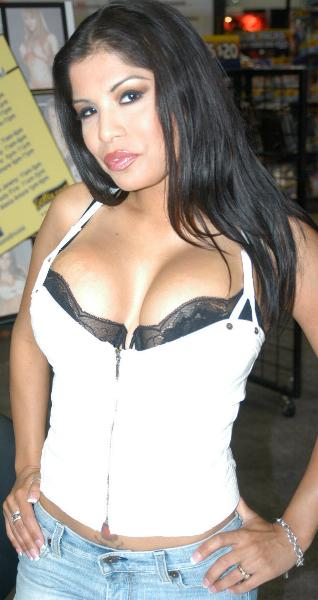

## Filmographie sélective
- Elite (2006)
- Hustler Centerfolds 6 (2005)
- Lascivious Latinas (2005)
- Best of Alexis Amore (2004)
- Desire (2003)
- Busty Beauties (2002)
- Titty Mania 3 (2001)
- Double Air Bags 4 (2000)